# Geraldyna
Geraldyna – żeński odpowiednik imienia Gerald.
Geraldyna imieniny obchodzi: 13 października i 5 grudnia.
Znane osoby o imieniu Geraldyna:
- Jane Russell, właśc. Ernestine Jane Geraldine Russell
- Geri Halliwell, właśc. Geraldine Estelle Halliwell
- Geraldine Page, amerykańska aktorka filmowa i teatralna, laureatka Oscara za najlepszą pierwszoplanową rolę żeńską